# ماسایا تومیزاوا
ماسایا تومیزاوا (انگلیسی: Masaya Tomizawa؛ زادهٔ ۱۴ ژوئیهٔ ۱۹۹۳) بازیکن فوتبال اهل ژاپن است.